# Heeresgruppe B
Heeresgruppe B eller Armégruppe B, var en betegnelse på tre forskellige tyske armégrupper under 2. verdenskrig.
Heeresgruppe B blev første gang etableret 12. oktober 1939 under kommando af Fedor von Bock. Under slaget om Frankrig stod armégruppen for angrebet på Belgien og Holland. Armégruppen bestod da af attende armé under Georg von Küchler og sjette armé under kommando af Walter von Reichenau.
På Østfronten blev armégruppen genoprettet, da Heeresgruppe Süd blev delt i forbindelse med Operation Blau, sommeroffensiven mod Kaukasus. Mens Heeresgruppe A rykkede mod Kaukasus, rykkede Heeresgruppe B under ledelse af Maximilian von Weichs frem mod Volga og Stalingrad.
Heeresgruppe B blev igen dannet den 14. juli 1943 i det nordlige Italien under ledelse af Erwin Rommel. Den 6. juni 1944 blev den forflyttet til det nordlige Frankrig, og 19. juli 1944 overtog Günther von Kluge kommandoen. Allerede 17. august samme år overtog Walter Model kommandoen og havde den under deltagelsen i Ardenneroffensiven og frem til armégruppen blev omringet i Ruhr i mars/april 1945, hvor de sidste dele af den kapitulerede 21. april 1945.